# Belly Dancer (Bananza)
"Belly Dancer (Banzanza)" é uma canção do cantor de hip hop senegalês Akon. É a terceira faixa e quarto single do álbum de estréia Trouble, sendo lançado como single em 21 de junho de 2004.
Alcançou a #30 posição no Billboard Hot 100, permancendo por 14 semanas. Tornou-se popular também no Reino Unido, atigindo a #5 posição.

## Lista de faixas
LP (Estados Unidos)
1. "Belly Dancer (Bananza)" – 4:00
2. "Belly Dancer (Bananza)" (versão explícita) – 4:00
3. "Belly Dancer (Bananza)" (instrumental) – 4:00
4. "Trouble Nobody" – 3:22
5. "Trouble Nobody" (versão explícita) – 3:23
6. "Trouble Nobody" (instrumental) – 3:23

CD 1 (Reino Unido)
1. "Belly Dancer (Bananza)"
2. "Trouble Nobody" (versão explícita)

CD 2 (Reino Unido)
1. "Belly Dancer (Bananza)" (versão explicita)
2. "Trouble Nobody" (versão explícita)
3. "Belly Dancer (Bananza)" (instrumental)
4. "Belly Dancer (Bananza)" (vídeo)

LP (Reino Unido)
A1. "Belly Dancer (Bananza)" (versão explícita) – 4:00
B1. "Belly Dancer (Bananza)" (instrumental) – 4:00
B2. "Belly Dancer (Bananza)" (a cappella) – 3:55
CD single (Europa)
1. "Belly Dancer (Bananza)" (radio edit) – 3:12
2. "Trouble Nobody" – 3:23

CD single (Austrália)
1. "Belly Dancer (Bananza)"
2. "Trouble Nobody"
3. "Belly Dancer (Bananza)" (instrumental)
4. "Belly Dancer (Bananza)" (vídeo)

## Paradas e posições
| País/Parada (2005)                           | Melhor posição |
| -------------------------------------------- | -------------- |
| Austrália (ARIA)                             | 23             |
| Austrália (ARIA Urban Singles Chart)         | 9              |
| Bélgica (Ultratop 50 de Flandres)            | 29             |
| Bélgica (Ultratop 50 da Valônia)             | 27             |
| Canadá CHR/Pop Top 30 (Radio & Records)      | 23             |
| República Checa (Rádio Top 100)              | 19             |
| Europa (Billboard European Hot 100 Singles)  | 21             |
| França (SNEP)                                | 45             |
| Alemanha (Offizielle Deutsche Charts)        | 32             |
| Hungria (Dance Top 40)                       | 19             |
| Irlanda (IRMA)                               | 11             |
| Países Baixos (Single Top 100)               | 46             |
| Nova Zelândia (Recorded Music NZ)            | 12             |
| Suíça (Schweizer Hitparade)                  | 40             |
| Reino Unido (UK Singles Chart)               | 5              |
| Estados Unidos (Billboard Hot 100)           | 30             |
| Estados Unidos (Billboard Mainstream Top 40) | 17             |
| Estados Unidos (Billboard Rhythmic)          | 39             |

## Versão de Imanbek e Byor
Em 2022, o DJ e produtor Imanbek juntamente com Byor lançaram uma versão remix da música, que alcançou sucesso em vários países na Europa.

### Paradas e posições
| País/Parada (2022)                          | Melhor posição |
| ------------------------------------------- | -------------- |
| Áustria (Ö3 Austria Top 75)                 | 14             |
| Bélgica (Ultratop 50 de Flandres)           | 18             |
| Bélgica (Ultratop 50 da Valônia)            | 5              |
| Canadá (Canadian Hot 100)                   | 63             |
| República Checa (Singles Digitál Top 100)   | 42             |
| Dinamarca (Tracklisten)                     | 26             |
| Finlândia (Suomen virallinen lista)         | 13             |
| França (SNEP)                               | 16             |
| Alemanha (Offizielle Deutsche Charts)       | 7              |
| Mundo (Global 200)                          | 132            |
| Grécia (IFPI)                               | 41             |
| Hungria (Rádiós Top 40)                     | 3              |
| Hungria (Dance Top 40)                      | 4              |
| Hungria (Single Top 40)                     | 6              |
| Hungria (Stream Top 40)                     | 36             |
| Irlanda (IRMA)                              | 96             |
| Lituânia (AGATA)                            | 64             |
| Países Baixos (Dutch Top 40)                | 12             |
| Países Baixos (Single Top 100)              | 12             |
| Noruega (VG-lista)                          | 37             |
| Polónia (Polish Airplay Top 100)            | 2              |
| Rússia (Tophit Airplay)                     | 29             |
| Eslováquia (Rádio Top 100)                  | 15             |
| Eslováquia (Singles Digitál Top 100)        | 24             |
| Suécia (Sverigetopplistan)                  | 92             |
| Suíça (Schweizer Hitparade)                 | 16             |
| Reino Unido (OCC UK Indie)                  | 49             |
| Estados Unidos (Hot Dance/Electronic Songs) | 25             |